# Alexis Thérèse Petit
Alexis Thérèse Petit   (Vesoul, 2 d'octubre de 1791 - París, 21 de juny de 1820) fou un físic i matemàtic francès.
Petit va ser un nen prodigi: Va estudiar a l'École centrale de Besançon on es deia que als deu anys ja sabia tot el que calia per aprovar l'examen d'ingrés a l'École Polytechnique. En assabentar-se'n Hachette, va fer tot el que va poder perquè continués estudiant a París, fins que pogués ingressar a l'École Polytechnique, cosa que va succeir el 1806 amb setze anys.
El 1809 es va graduar i l'any següent era professor del Lycée Bonaparte. L'any 1814 era professor adjunt de física a l'École Polytechnique i l'any següent va passar a ser titular, substituint Jean Henri Hassenfratz.
El 1816 va esdevenir famíliar de François Arago en casar-se amb la germana de la seva muller. Però, malauradament, el matrimoni només va durar uns mesos, ja que la seva dona va morir. Desfet per la tragèdia, Petit ja no se'n va recuperar; el 1817 va contraure una tuberculosi de la que va morir uns anys després, amb només vint-i-vuit anys.
Els seus primers treballs van ser sobre capil·laritat (1812) determinant la forma de la superfície del líquid contingut en un capil·lar i derivant-ne l'equació diferencial que la descriu.
El primer article important que va publicar (1816) va ser signat conjuntament amb el seu cunyat, François Arago, en el que informaven del diferent poder de refracció d'una substància en diferents estats físics.
A partir de 1815 va col·laborar amb Pierre Louis Dulong, amb qui van estar conduint diversos experiments sobre la calor. Fruit d'aquests experiments van establir la coneguda com llei de Dulong-Petit que estableix que la calor específica dels diversos elements està en proporció inversa als seus pesos atòmics.